# 비샨역

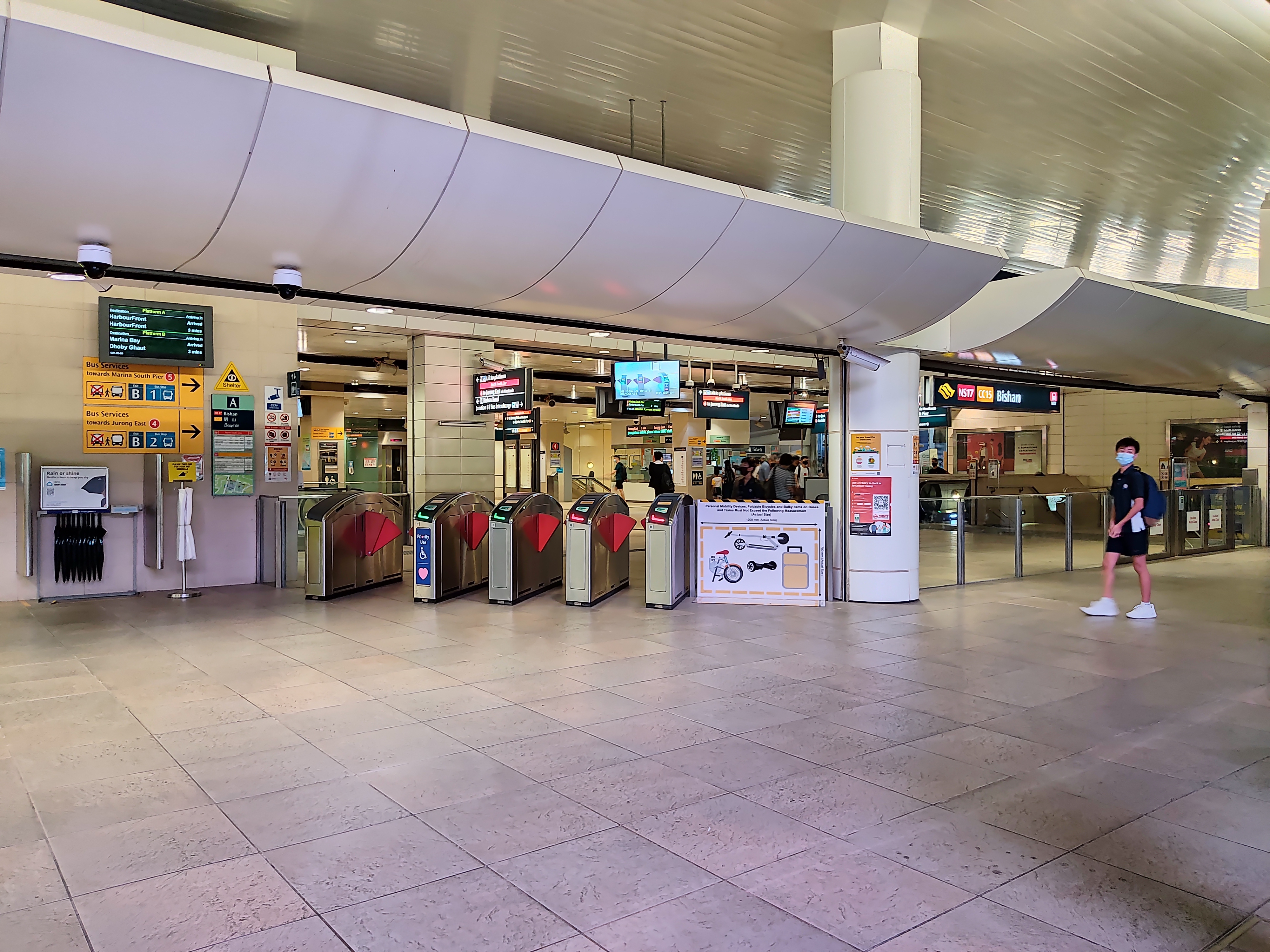

비샨역(Bishan MRT station)은 싱가포르 비샨에 있는 NSL(노스사우스선) 및 CCL(서클) 노선에 있는 MRT(Mass Rapid Transit) 환승역이다. 역은 시내 중심가의 비샨 로드를 따라 위치해 있다. 정션 8 쇼핑센터와 통합되어 있으며 비샨 버스 인터체인지와 가깝다. 인근 학교에는 래플스 인스티튜션, 가톨릭 고등학교, 궈 추안 장로교 초등 및 중등 학교가 있다.
처음에는 캄풍 산 텡(Kampung San Teng)으로 발표되었으나 '산텡'으로 이름이 변경되었고 이후에는 '비샨'으로 변경되었다. 비샨 NSL 역은 1987년 11월 7일에 개통되었다. MRT 네트워크의 처음 5개 역 중 하나였다. 건설 과정에서 NSL의 원래 섬 플랫폼은 두 개의 별도 측면 플랫폼으로 분할되었고 2009년 5월 28일 개통된 CCL의 증가하는 승객 교통량에 대처하기 위해 역이 업그레이드되었다. 2017년에는 비샨과 브라델역 사이의 터널이 침수되었다. NSL의 열차 서비스를 방해한다. 비샨 NSL은 MRT 네트워크의 유일한 지상 역이다. 이전 묘지 근처에 역이 있기 때문에 역에는 유령이 나온다고 한다.